# The Reaper
The Reaper är Grave Digger's femte studioalbum från 1993.

## Låtlista
Alla låtar skrivna och arrangerade av Grave Digger, utom spår 1 med Piet Sielck.
1. "Tribute To Death"
2. "The Reaper"
3. "Ride On"
4. "Shadows Of A Moonless Night"
5. "Play Your Game (And Kill)"
6. "Wedding Day"
7. "Spy Of Mas'on"
8. "Under My Flag"
9. "Fight The Fight"
10. "Legions Of The Lost (Pt.2)"
11. "And The Devil Plays Piano"
12. "Ruler Mr.H"
13. "The Madness Continues"

## Medverkande
- Chris Boltendahl - Sång
- Uwe Lulis - gitarr
- Tomi Göttlich - bas
- Jörg Michael - trummor